# District d'Andahuaylillas
Le district d'Andahuaylillas est l'un des 12 districts de la province de Quispicanchi, Région de Cuzco, au Pérou.
Il est limité :
- au nord par la province de Paucartambo,
- à l'est par le district de Urcos,
- au sud par le district de Huaro et la province d'Acomayo,
- à l'ouest par le district de Lucre.

Il occupe une superficie de 84,6 km2 et sa population s'élevait à 5.638 habitants.
Sa capitale, le village d'Andahuaylillas, est située à 40 kilomètres de la ville de Cuzco et est remarquable par son architecture coloniale. La place principale est bordée de maisons anciennes et est plantée d'arbres appelés pisonay. Le monument le plus remarquable de cette localité est l'église Saint-Pierre Apôtre qui fut construite au XVIe siècle. L'intérieur est entièrement décoré de peintures murales, d'autels et de retables baroques en bois sculpté. Il possède des toiles de l'École de Cuzco qui s'est développée au début de l'occupation espagnole. Ces richesses valent à cette église d'apparence modeste le surnom de "Chapelle Sixtine du Pérou".

L'église possède aussi les deux orgues les plus anciennes connues d'Amérique latine, dont une réplique a été réalisée par Jean-François Dupont pour la fondation K617 à Sarrebourg, ce qui a donné lieu à un enregistrement de musique jouée sur place au XVIIe siècle .
L'église Saint-Pierre-Apôtre d'Andahuaylillas est l'une des étapes de la route du baroque andin avec, entre autres, l'église de la compagnie de Jésus de Cuzco, l'église Saint-Jean le Baptiste d'Huaro et la chapelle Canincunca d'Urcos.